# Tarata
Tarata è un comune (municipio in spagnolo) della Bolivia nella provincia di Esteban Arce (dipartimento di Cochabamba) con 9.105 abitanti (dato 2010).

## Cantoni
Il comune è suddiviso in 4 cantoni:
- Huasa Rancho
- Huayculi
- Izata
- Tarata